# Waldemar Hooge
Waldemar Hooge (* 1957 in der Sowjetunion) ist ein deutscher Schauspieler und Hörspielsprecher.

## Leben
Hooge besuchte von 1975 bis 1980 die Theater-Hochschule Tschepkin in Moskau.
Sein Debüt als Schauspieler hatte Hooge 1996 in der Fernsehserie Stadtklinik. 2000 hatte er seine erste Filmrolle in Swetlana. Er spielte 2019 in der Miniserie Janine – Mein Platz im Leben erstmals einen größeren Handlungsbogen.
Neben seiner Muttersprache Deutsch und Russisch spricht er auch noch Ukrainisch und Kasachisch.

## Filmografie (Auswahl)
- 1996: Stadtklinik (Fernsehserie, Folge 7x09)
- 2000: Swetlana
- 2009: Flug in die Nacht – Das Unglück von Überlingen (Fernsehfilm)
- 2010: Kleinstatthelden
- 2012: Trans Bavaria
- 2013: Friends from France (Les Interdits)
- 2013: Helden – Wenn dein Land dich braucht (Fernsehfilm)
- 2014: Westfalia
- 2016: Wir sind die Flut
- 2017: Familie ist kein Wunschkonzert (Fernsehfilm)
- 2017: Tatort (Fernsehserie, Folge 1x1027 Tatort: Stau)
- 2019: Liebe verjährt nicht (Fernsehfilm)
- 2019: Janine – Mein Platz im Leben (Miniserie, 6 Folgen)
- 2021: Familie ist ein Fest – Taufalarm (Fernsehfilm)
- 2024: Das Signal (Miniserie, Folge 1x04)

## Hörspiele (Auswahl)
- 1999: Edward Bunker: Im eigenen Stück Hölle (1. Teil) (Big Red) – Bearbeitung und Regie: Fabian von Freier (Hörspielbearbeitung – WDR)
- 1999: Ken Bruen: Rilke on black (Mann/Taxifahrer)  – Bearbeitung und Regie: Fabian von Freier (Hörspielbearbeitung – WDR)
- 2007: Arnaldur Indriðason: Kältezone (Miroslav) – Regie: Martin Zylka (Hörspielbearbeitung, Kriminalhörspiel – WDR)
- 2015: Fabian von Freier, Andreas von Westphalen: Programm der Freiheit (Vladimir Vatisloss) – Regie: Fabian von Freier, Andreas von Westphalen (Original-Hörspiel, Kriminalhörspiel – WDR)
- 2017: Liu Cixin: Die drei Sonnen (Sechs- und zwölfteilige Fassung) (Russischer Offizier) – Bearbeitung und Regie: Martin Zylka (Hörspielbearbeitung, Science-Fiction-Hörspiel – WDR/NDR)
- 2021: Belinda Cannone: Vom Rauschen und Rumoren der Welt (Russischer Mann) – Bearbeitung und Regie: Gerrit Booms (Hörspielbearbeitung – WDR)

Quelle: ARD-Hörspieldatenbank